# Ángel Darío Colla Toledo
Ángel Darío Colla Toledo o Anacoreto (Buenos Aires, 8 de setembre de 1973) és un ciclista argentí que competí tant en carretera com en la pista. Del seu palmarès destaquen dues medalles als Campionats dels món en scratch i un campionat nacional en ruta. Va participar en els Jocs Olímpics d'Estiu de 1992 i 1996.

## Palmarès en ruta
- 1998
  - Vencedor d'una etapa a la Volta a l'Uruguai
- 2000
  - Vencedor d'una etapa a la Doble San Francisco-Miramar
- 2001
  - Vencedor de 2 etapes a la Volta a Xile
- 2002
  - 1r a la Doble Bragado i vencedor d'una etapa
  - Vencedor de 2 eta pes a la Volta a Xile
- 2003
  - Vencedor d'una etapa a la Volta a San Juan
  - Vencedor de 3 etapes a la Doble Bragado
- 2004
  -  Campionat de l'Argentina en ruta
  - Vencedor de 2 etapes a la Doble Bragado
  - Vencedor d'una etapa a la Volta a l'Uruguai
- 2005
  - 1r a la Doble San Francisco-Miramar i vencedor de 2 etapes
- 2006
  - Vencedor de 3 etapes al Giro del Sol San Juan
  - Vencedor de 3 etapes a la Doble Bragado
  - Vencedor d'una etapa a la Doble San Francisco-Miramar
- 2007
  - 1r a la Doble Bragado i vencedor de 3 etapes
  - Vencedor d'una etapa al Tour de San Luis
  - Vencedor d'una etapa a la Volta a San Juan
- 2008
  - 1r a la Revancha de la Doble
  - Vencedor de 2 etapes a la Doble Bragado
  - Vencedor de 2 etapes a la Volta a San Juan
- 2010
  - Vencedor de 3 etapes a la Doble Bragado
- 2011
  - Vencedor de 4 etapes a la Doble Bragado
  - Vencedor de 4 etapes a la Volta a Mendoza

## Palmarès en pista
- 1992
  -  Campionat de l'Argentina en Quilòmetre contrarellotge
- 1994
  - 1r als Campionats Panamericans en Persecució per equips (amb Walter Pérez, Edgardo Simón i Sergio Giovachini)
- 1995
  -  Campionat de l'Argentina en Quilòmetre contrarellotge
- 1999
  -  Campionat de l'Argentina en Quilòmetre contrarellotge
- 2000
  -  Campionat de l'Argentina en Quilòmetre contrarellotge
- 2003
  -  Campionat de l'Argentina en Scratch
- 2004
  - 1r als Campionats Panamericans en Scratch
  -  Campionat de l'Argentina en Madison
- 2005
  - 1r als Campionats Panamericans en Scratch
- 2007
  -  Campionat de l'Argentina en Scratch
- 2008
  - 1r als Campionats Panamericans en Scratch

### Resultats a laCopa del Món en pista
- 2005-2006
  - 1r a Los Angeles, en Madison
- 2009-2010
  - 1r a Cali, en Scratch